# Istra - Čepićko polje
Istra - Čepićko polje este o arie protejată (sit de importanță comunitară — SCI) din Croația întinsă pe o suprafață de 6,14 ha, integral pe uscat.

## Localizare
Centrul sitului Istra - Čepićko polje este situat la coordonatele 45°12′38″N 14°08′44″E / 45.210467°N 14.145544°E.

## Înființare
Situl Istra - Čepićko polje a fost declarat sit de importanță comunitară în iulie 2013 pentru a proteja 1 specie de plante.

## Biodiversitate
Situată în ecoregiunea mediteraneană, aria protejată nu include niciun habitat protejat.
La baza desemnării sitului se află o specie protejată de  plante: Himantoglossum adriaticum.